# Agrostis lushuiensis
Agrostis lushuiensis é uma espécie de gramínea do gênero Agrostis, pertencente à família Poaceae.